# بطولة العالم للدراجات على المضمار 1984
بطولة العالم للدراجات على المضمار 1984 هي الدورة ال81 من بطولة العالم للدراجات على المضمار، أجريت في برشلونة، إسبانيا.

## النتائج النهائية
| المسابقة                              | ذهبية                        | فضية                               | برونزية                    |
| ------------------------------------- | ---------------------------- | ---------------------------------- | -------------------------- |
| الرجال                                |                              |                                    |                            |
| السرعة الفردية                        | كويتشي ناكانو (JPN)          | Ottavio Dazzan (ITA)               | Yavé Cahard (FRA)          |
| سباق المطاردة الفردية                 | هانز هنريك أورستد (الدنمارك) | توني دويل (دراج) (المملكة المتحدة) | جان-لوك فاندربروك (بلجيكا) |
| سباق مطاردة الدراجة النارية للهواة    | Jan de Nijs (NED)            | Roberto Dotti (ITA)                | Ralf Stambula (FRG)        |
| سباق مطاردة الدراجة النارية للمحترفين | هورست شوتز (FRG)             | Max Hürzeler (SUI)                 | Stan Tourné (BEL)          |
| الكيرين                               | روبرت دل بوندي (SUI)         | Ottavio Dazzan (ITA)               | Urs Freuler (SUI)          |
| سباق النقاط                           | Urs Freuler (SUI)            | غاري ساتون (AUS)                   | Henry Rinklin (GER)        |
| السيدات                               |                              |                                    |                            |
| السرعة الفردية                        | كوني باراسكفين (USA)         | Erika Salumäe (URS)                | Zhou Syuine (PRK)          |
| سباق المطاردة الفردية                 | ريبيكا تويج (USA)            | جيني لونغو (FRA)                   | Rossela Galbiati (ITA)     |